# São Gonçalo do Gurguéia
São Gonçalo do Gurguéia är en kommun i Brasilien.   Den ligger i delstaten Piauí, i den östra delen av landet, 700 km norr om huvudstaden Brasília. Antalet invånare är 2 825.
Omgivningarna runt São Gonçalo do Gurguéia är huvudsakligen savann. Trakten runt São Gonçalo do Gurguéia är nära nog obefolkad, med mindre än två invånare per kvadratkilometer.